# Älvros
För andra betydelser, se Älvros (olika betydelser).
Älvros är en småort i Älvros distrikt i Härjedalens kommun och kyrkbyn i Älvros socken. Byn Älvros ligger mellan Ljusnan och Hammarsberget där vägarna E45 och Riksväg 84 möts.
Inlandsbanan passerar Älvros och strax väst om byn ligger den numera nedlagda Älvros hållplats.
På Skansen i Stockholm finns en gård uppsatt, Älvrosgården, med timrade hus från Älvros, gården visar hur livet kan ha sett ut på en nordsvensk gård på 1800-talet.

## Etymologi
Namnet Älvros (ursprungligen Ælfuar os) betyder älvmynning och härstammar från slutet av 1200-talet. Här avses Norrälvens utlopp i Ljusnan.

## Historik
Fornfynd visar att platsen där Älvros ligger har varit bebodd sedan länge. Bland fynden finns en järnåldersgrav, ett stort antal fångstgropar, järnslagg och mer är 60 blästerugnar daterade till medeltiden.

### Befolkningsutveckling
| Befolkningsutvecklingen i Älvros 1960–2015    | Befolkningsutvecklingen i Älvros 1960–2015 | Befolkningsutvecklingen i Älvros 1960–2015 | Befolkningsutvecklingen i Älvros 1960–2015 | Befolkningsutvecklingen i Älvros 1960–2015 |
| --------------------------------------------- | ------------------------------------------ | ------------------------------------------ | ------------------------------------------ | ------------------------------------------ |
|                                               |                                            |                                            |                                            |                                            |
| År                                            |                                            |                                            | Folkmängd                                  | Areal (ha)                                 |
| 1960                                          | 1960                                       |                                            | 334                                        | 77                                         |
| 1965                                          | 1965                                       |                                            | 278                                        | 81                                         |
| 1970                                          | 1970                                       |                                            | 231                                        | 81                                         |
| 1975                                          | 1975                                       |                                            | 217                                        | 90                                         |
| 1980                                          | 1980                                       |                                            | 205                                        | 86                                         |
| 1990                                          | 1990                                       |                                            | 202                                        | 88                                         |
| 1995                                          | 1995                                       |                                            | 196                                        | 87#                                        |
| 2000                                          | 2000                                       |                                            | 181                                        | 87#                                        |
| 2005                                          | 2005                                       |                                            | 170                                        | 79#                                        |
| 2010                                          | 2010                                       |                                            | 161                                        | 79#                                        |
| 2015                                          | 2015                                       |                                            | 135                                        | 73#                                        |
| 2020                                          | 2020                                       |                                            | 133                                        | 73#                                        |
| Anm.: Upphörde som tätort 1995. # Som småort. |                                            |                                            |                                            |                                            |

## Samhället

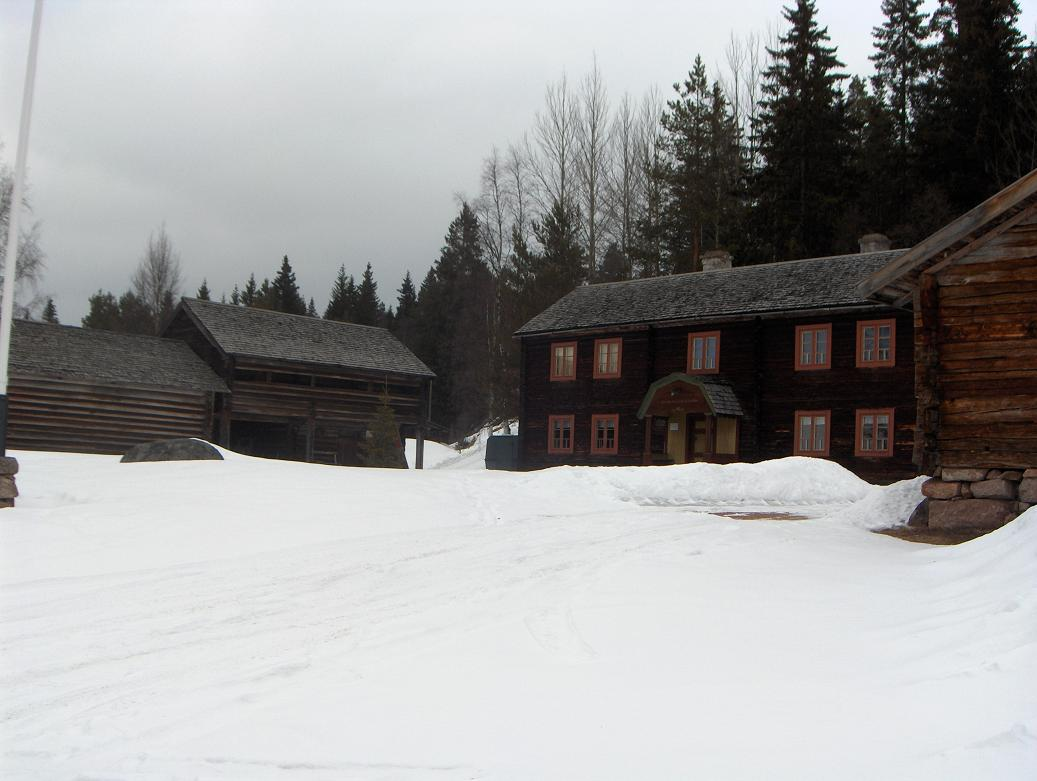
Älvrosgården i Älvros

I Älvros finns två kyrkor. Den äldre Älvros gamla kyrka kan vara från 1500-talet. Älvros nya kyrka färdigställdes 1883.
Älvrosgården är en gammal gård som återställts till ursprungligt skick.

## Kommunikationer
E45, väster ut mot Sveg och norr ut mot Östersund. Riksväg 84, väst mot Sveg och söder mot Ljusdal. År 2018 planeras en ny sträckning av E45 påbörjas. Då kommer vägen inte längre gå förbi Sveg utan dras från Rengsjön direkt till Älvros.
Telefoninätet i Älvros digitaliserades i slutet av september 1998. Älvros telestation var den sista i landet som uppgraderades när man nationellt gick över till AXE-systemet. Stationen är inrymd i en Ödåkra-container, byggnadstypen är uppkallad efter orten där den första AXE-stationen av denna typ installerades.

## Näringsliv
Älvros huvudnäring var från början jordbruk och boskapsskötsel, fortfarande finns ett antal mindre jordbruk. På 1800-talet började man ägna sig mer åt skogsbruk. Numera fungerar samhället mest som bostadsort för pendlare till framförallt Sveg. Det finns ett litet lokal bryggeri med namnet River Rose i byn som producerar mindre mängder öl. 

## Evenemang
- Älvrosveckan, anordnas sista veckan i juni. Diverse aktiviteter anordnas, till exempel veteranfotboll, grillning och musikframträdanden.
- Busjöpimpeln, årligt återkommande isfisketävling helgen efter påsk.
- Sätervallen, dansbana där Älvros IK anordnar danser på sommarhalvåret.

## Föreningar
- Älvros IK är idrottsförening med inriktning på fotboll, friidrott och längdskidor. Älvros IK har sitt klubbhus vid Zakrivallen intill Ljusnan samt en skidanläggning i anslutning till bystugan.
- Byalaget är en intresseförening som anordnar aktiviteter i bland annat Älvros bystuga.

## Kända personer från Älvros
- Roland Cedermark, dragspelsartist.
- Cecilia Bruce, musiker
- Stubb-Jonas, dansbandssångare